# Fluvanna (Texas)
Fluvanna es un lugar designado por el censo ubicado en el condado de Scurry en el estado estadounidense de Texas. En el Censo de 2020 tenía una población de 78 habitantes y una densidad poblacional de 20,86 habitantes por km². Fue incluido como CDP en el censo de 2020.

## Geografía
Fluvanna se encuentra ubicado en las coordenadas 32°53′8″N 101°8′55″O / 32.88556, -101.14861. Según la Oficina del Censo de los Estados Unidos,  tiene una superficie total de 3,74 km², todos correspondientes a tierra firme.